# Kościół Przenajświętszego Sakramentu w Kadzidłowej

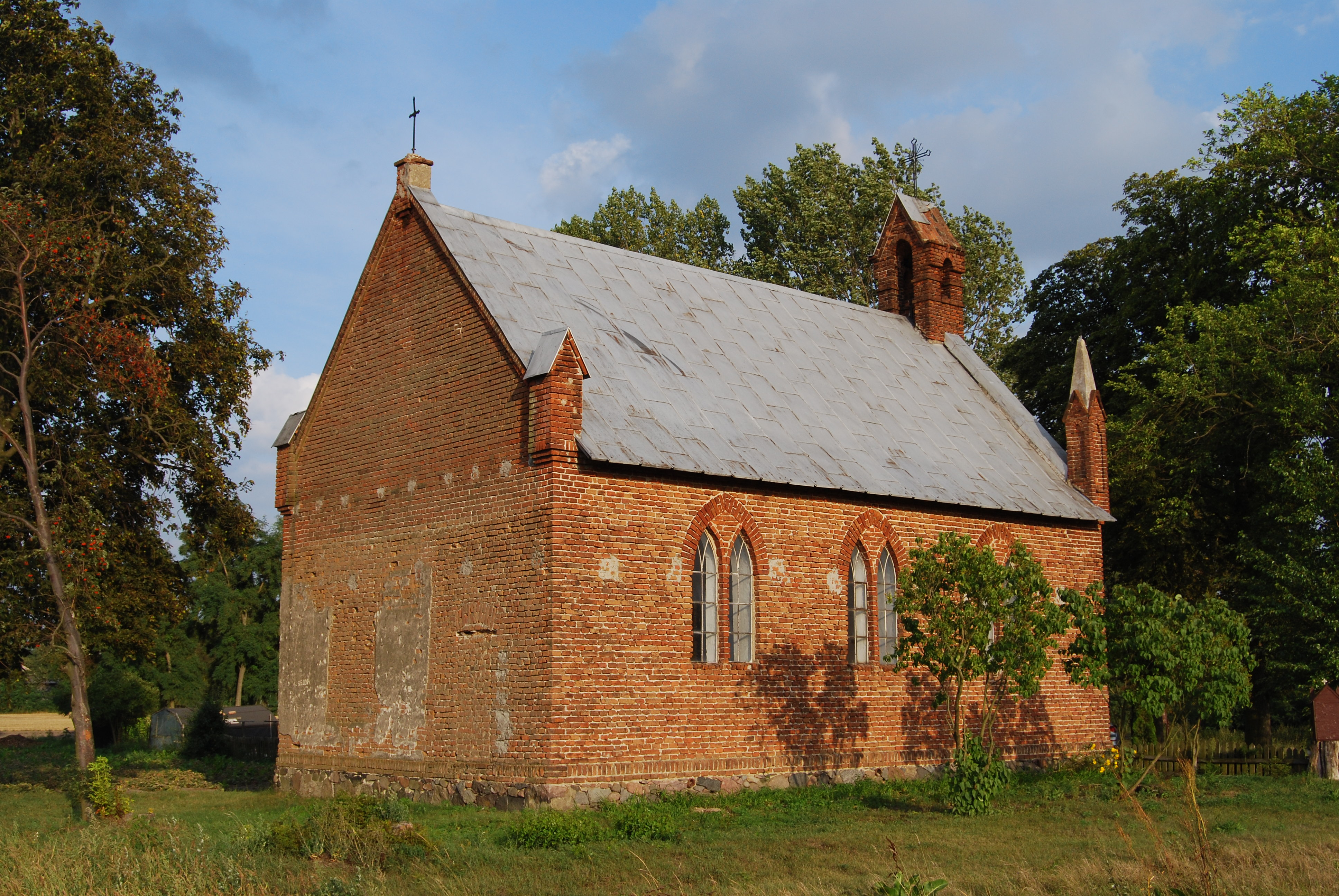
Tylna ściana kościoła w Kadzidłowej

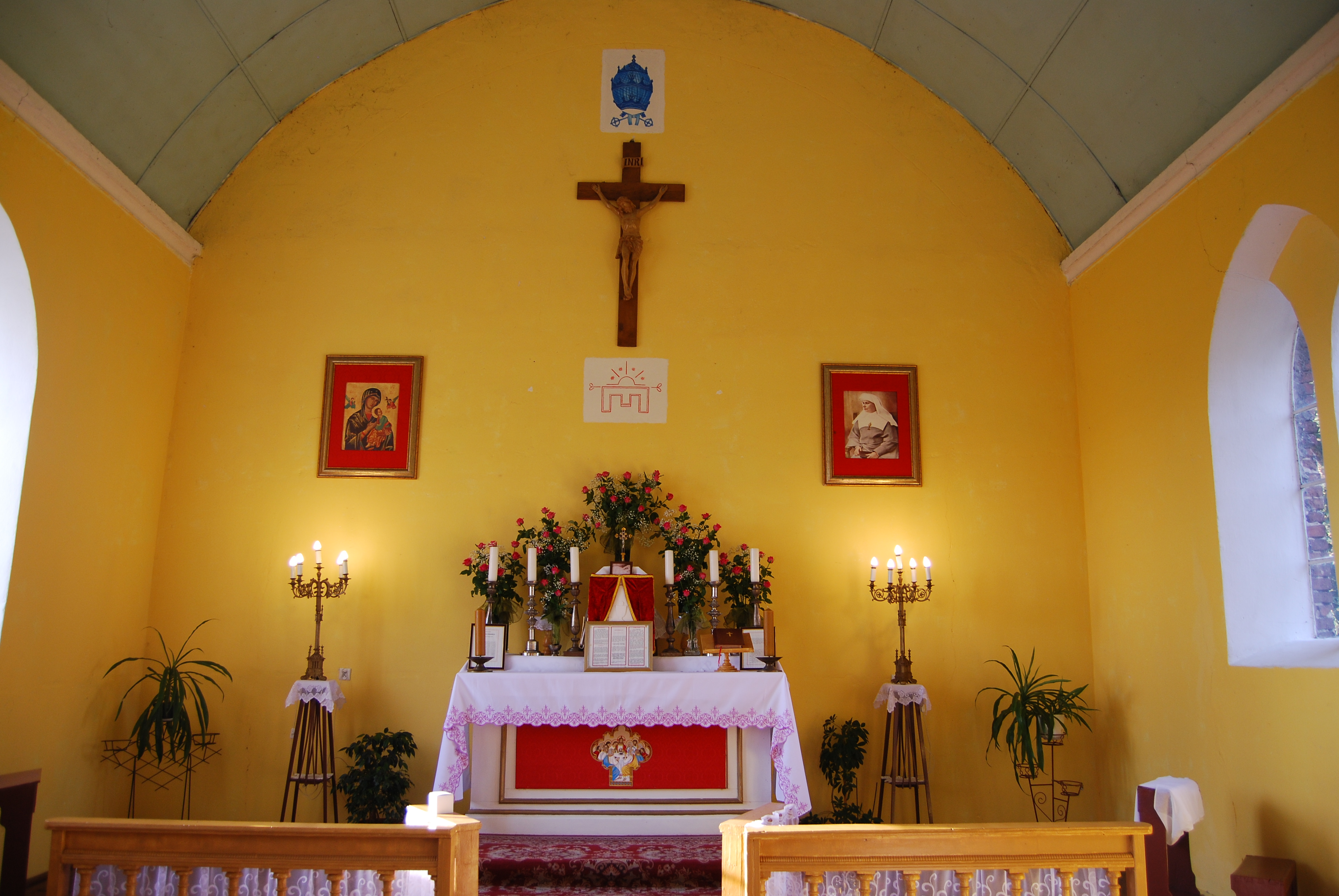
Wnętrze kościoła

Kościół Przenajświętszego Sakramentu w Kadzidłowej – mariawicka świątynia parafialna parafii Przenajświętszego Sakramentu w Kadzidłowej, wchodzącej w skład diecezji śląsko-łódzkiej Kościoła Starokatolickiego Mariawitów.
Kościół został wybudowany w 1928 roku w stylu neogotyckim z czerwonej cegły. Jest najdalej na zachód wysuniętą świątynią mariawicką w Polsce. 

## Położenie
Świątynia położona jest w zachodniej części Kadzidłowej, na miejscu dawnego założenia dworskiego Koszutskich, nieopodal granicy województwa łódzkiego (powiat łęczycki, gmina Grabów) z województwem wielkopolskim (powiat kolski, gmina Olszówka), w polach, z dala od zwartej zabudowy mieszkalnej. 
Do kościoła prowadzi nieutwardzona droga dojazdowa, wychodząca z głównego placu Kadzidłowej (w pobliżu remizy strażackiej), z drogi powiatowej nr 2536 (Grabów-Krzewata). Na rozwidleniu dróg znajduje się drogowskaz informujący o lokalizacji świątyni. Kolejny drogowskaz znajduje się przed skrętem z drogi gminnej w dojazd do posesji parafialnej, która znajduje się między dwoma stawami. 
Obok kościoła usytuowany jest dom parafialny i zabudowania gospodarcze należące do parafii. 

## Architektura
Kościół mariawicki w Kadzidłowej jest jednonawowy, zbudowany na planie prostokąta, z czerwonej cegły na kamiennej podmurówce. Fasada świątyni ozdobiona jest niewielką rozetą i neogotyckim portalem wejściowym, do którego prowadzą betonowe schody. Drzwi kościoła drewniane, dwuskrzydłowe. Fronton zwieńczony niewielką wieżyczką, w której znajduje się sygnaturka. Na rogach fasady, po każdej stronie, pinakle zwieńczone krzyżami. 
Okna ostrołukowe, neogotyckie, na oprawie żelaznej, w ogólnej liczbie sześciu. Dach dwuspadowy, obecnie blaszany z okapem. 
Wnętrze jednoprzestrzenne składające się z dwóch części: nawy i prezbiterium. 

## Wyposażenie
Prezbiterium na drewnianym podwyższeniu, oddzielone od nawy balaskami ołtarzowymi. W prezbiterium, na stopniach, drewniany ołtarz z tabernakulum. W antepedium ołtarza w formie haftu - motyw Ostatniej Wieczerzy. 
Ściana ołtarzowa przyozdobiona freskami: mariawickiego symbolu przedstawiającego ołtarz w formie odwróconej litery E, z gwiazdami, słońcem i skrzydłami, oznaczającego przyjście Królestwa Bożego na ziemię przez objawienie światu Dzieła Wielkiego Miłosierdzia, a także tiara i klucze, symbole władzy papieskiej, którą mariawici oddają Chrystusowi w Eucharystii. W centralnym miejscu drewniany krucyfiks, a po obu stronach obrazy Matki Bożej Nieustającej Pomocy i św. Marii Franciszki Kozłowskiej. W ołtarzu znajdują się relikwie św. Marii Franciszki, umieszczone w jej pośmiertnym zdjęciu, zwanym przez mariawitów Ofiarą Mateczki.
Na bocznych ścianach świątyni zawieszone są stacje Drogi Krzyżowej. Na tylnej ścianie znajduje się chorągiew procesyjna parafii Przenajświętszego Sakramentu w Kadzidłowej i niewielka sygnaturka. 
Nawa kościoła skromna, posadzka betonowa, ławki drewniane. 

## Historia
Parafia mariawicka w Kadzidłowej została założona dla mariawitów wywodzących się z rzymskokatolickiej parafii św. Stanisława w Grabowie. Wówczas Kadzidłowa i okoliczne miejscowości należały terytorialnie do wspomnianej parafii. 25 czerwca 1908 roku mariawici urządzili kaplicę w domu brata Jana Potockiego. W 1912 roku parafia mariawicka w Kadzidłowej nabyła aktem rejentalnym 12 mórg ziemi (ok. 6,7 ha) z dworem, sadem i stawami. Do kupna przyczynił się Maciej Janiszewski, który kupił od ostatniego właściciela Karola Koszutskiego 2 włóki ziemi (ok. 33,5 ha), z których część przekazał na rzecz parafii.
We dworze urządzono kaplicę a następnie ochronkę dla dzieci. Ponadto we włościach dworskich znalazło swe miejsce dziewięciomorgowe gospodarstwo rolne. W roku 1921 wylano fundamenty pod kościół. Dzięki staraniom ówczesnego proboszcza, kapłana M. Alojzego Gromulskiego w 1924 r. wystawiono dom parafialny, w którym umieszczono szkołę i ochronkę. W 1928 roku zakończono budowę jednonawowego kościół neogotyckiego, o sklepieniu kolebkowym. Zarówno kościół, jak i dom parafialny, pobudowano z cegły pochodzącej z rozebranego wcześniej dworu Koszutskich. Do dziś w murze prezbiterium kościoła widać jeden z elementów architektonicznych dawnej ich posiadłości.
W tym też okresie przebywało w Kadzidłowej kilka sióstr zakonnych wraz z kapłanem Franciszkiem M. Feliksem Anielakiem, który oprócz funkcji duszpasterskich pełnił obowiązki nauczyciela i doglądał gospodarstwa rolnego. Każdego dnia mariawici gromadzili się licznie w swoim kościele uczestnicząc we Mszy Świętej, śpiewając Godzinki do Najświętszej Maryi Panny, odmawiając modlitwy poranne, wieczorne, Anioł Pański, różaniec i inne nabożeństwa. Codziennie od 6. rano do 9. wieczór zmieniali się wierni na odprawianie adoracji Przenajświętszego Sakramentu.
15 sierpnia 1936 roku bp. Jakub Maria Roman Próchniewski dokonał konsekracji kościoła i ołtarza. Po II wojnie światowej kapłan Feliks przeniósł się do Nowej Sobótki, również siostry zakonne zaczęły opuszczać parafie Najdłużej kościołem opiekowała się s. M. Zuzanna Basek, po jej odejściu obowiązki przejęły parafianki i mieszkańcy domu parafialnego.
W latach sześćdziesiątych XX wieku wspólnym wysiłkiem parafian i ówczesnego proboszcza kpł. M. Lucjana Wierzbickiego poprawiono dach na kościele i wykonano nowe sklepienie. W 1995 roku nowym proboszczem dla parafii w Nowej Sobótce i Kadzidłowej został kpł. M. Bogumił Grzelak, który rozpoczął gruntowny remont kościoła. Dzięki pomocy biskupa M. Ludwika Jabłońskiego świątynia w Kadzidłowej otrzymała blachę zdjętą z dachu kościoła w Piątku. Remont został ukończony za kolejnego proboszcza – kpł. M. Karola Babi, kiedy to 20 września 1998 roku bp. M. Ludwik poświęcił kościół po remoncie.
W ramach ekumenicznej współpracy, w murach mariawickiego kościoła w Kadzidłowej, w latach 2011-2013 odprawiane były nabożeństwa Kościoła Ewangelicko-Augsburskiego.
W latach 2012–2013 za kpł. M. Daniela Mamesa przebudowano prezbiterium, pomalowano kościół, został też wykonany z drewna krzyż do ołtarza. Za jego kadencji ustanowiono także uroczystość parafialną w sobotę po święcie Krwi Przenajdroższej Zbawiciela i Ofiary Mateczki.
W maju 2016 r. z inicjatywy mieszkańców domu parafialnego i kapłana M. Felicjana Szymkiewicza poświęcona została przed kościołem kapliczka Niepokalanej Maryi Dziewicy. Ponadto w kościele zawieszone zostały nowe obrazy Matki Bożej Nieustającej Pomocy oraz św. Marii Franciszki – założycielki mariawityzmu.  